# Mörrumsåns nedre dalgångs naturreservat
Mörrumsåns nedre dalgångs naturreservat är ett naturreservat i Mörrums socken i Karlshamns kommun i Blekinge.
Reservatet bildades med namnet Hönebygget 2010 och omfattade då 9 hektar. 2022 utökades reservatet till 157 hektar och namnändrades då till Mörrumsåns nedre dalgång. Det består av ett långsmalt område utmed Mörrumsån mellan Svängsta och Mörrum och karakteriseras av strömmande vatten och kraftigt kuperade bok- och tallskogssluttningar.

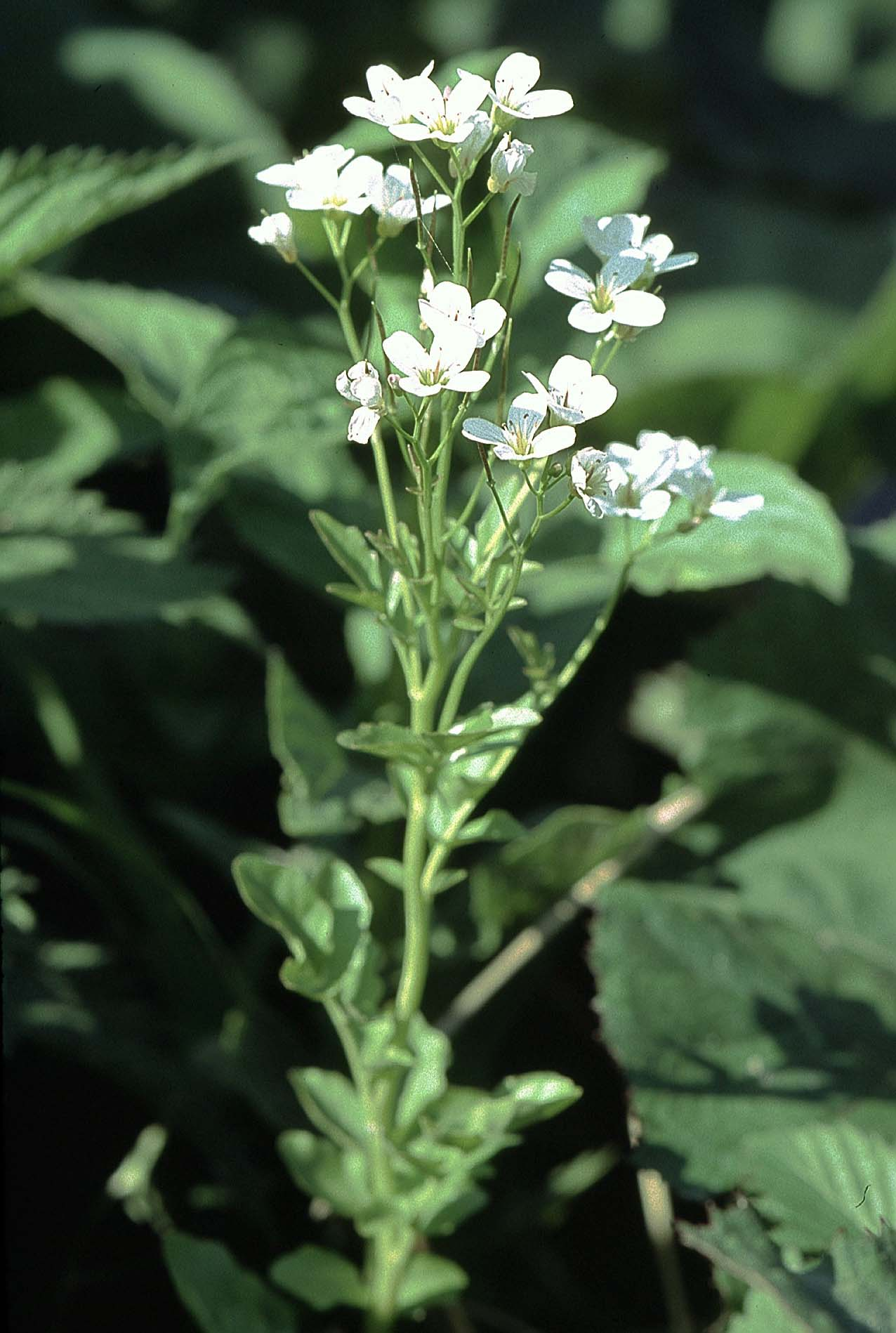
Bäckbräsma

Söderut blir området mer öppet med inslag av grova ekar och bokar. I ån lever bland annat lamellsnäcka, lax och havsvandrande öring. I områdets flora finns bland annat safsa, dunmossa, pricklav, koralltaggsvamp, bäckbräsma, dvärghäxört och skärmstarr.
Karlshamns kommuns vandringsled Laxaleden går utmed ån genom området.
Naturreservatet ingår i EU:s ekologiska nätverk, Natura 2000.